# بتراندراکا
بتراندراکا (به لاتین: Betrandraka) یک منطقهٔ مسکونی در ماداگاسکار است که در تساراتانانا (بخش) واقع شده‌است.
 بتراندراکا  ۱۰٬۰۰۰ نفر جمعیت دارد و ۴۸۱ متر بالاتر از سطح دریا واقع شده‌است.